# Santa María del Arroyo
Santa María del Arroyo är en kommun i Spanien.   Den ligger i provinsen Provincia de Ávila och regionen Kastilien och Leon, i den centrala delen av landet, 110 km väster om huvudstaden Madrid. Antalet invånare är 114. Arean är 11,0 kvadratkilometer.
Terrängen i Santa María del Arroyo är platt söderut, men norrut är den kuperad.